# Sobreposta
Sobreposta é uma povoação portuguesa sede da Freguesia de Sobreposta do Município de Braga, freguesia com 5,98 km² de área e 1267 habitantes (censo de 2021), tendo, por isso, uma densidade populacional de 211,9 hab./km².

## Demografia
A população registada nos censos foi:
| Distribuição da População por Grupos Etários | Distribuição da População por Grupos Etários | Distribuição da População por Grupos Etários | Distribuição da População por Grupos Etários | Distribuição da População por Grupos Etários |
| -------------------------------------------- | -------------------------------------------- | -------------------------------------------- | -------------------------------------------- | -------------------------------------------- |
| Ano                                          | 0-14 Anos                                    | 15-24 Anos                                   | 25-64 Anos                                   | > 65 Anos                                    |
| 2001                                         | 263                                          | 220                                          | 573                                          | 143                                          |
| 2011                                         | 242                                          | 190                                          | 728                                          | 141                                          |
| 2021                                         | 174                                          | 175                                          | 715                                          | 203                                          |

## Património
- Capela de S. Tomé, fundada em 1737
- Igreja Paroquial
- Relógio do Sol
- Necrópole de Alagoa
- Moinhos de Porteguiz

## Toponímia
Diz a tradição que o nome de Sobreposta se deve a dez pedras que em tempos que se encontravam no Monte da Pena, estariam sobrepostas. [carece de fontes?]

## História
O documento mais antigo referente à localidade data de 1134, data em que surge o nome Lageosa, que correspondia a freguesia autónoma. Em meados do século XVIII Lageosa foi unida à Sobreposta.
Entre 1840 e 1855, esteve sob a jurisdição do concelho de Póvoa de Lanhoso.